# Amt Plau am See
Das Amt Plau am See liegt im Osten des Landkreises Ludwigslust-Parchim in Mecklenburg-Vorpommern (Deutschland).

## Lage und Aufgaben
In diesem Amt sind die Gemeinden Barkhagen, Ganzlin und Plau am See zur Erledigung ihrer Verwaltungsgeschäfte zusammengeschlossen. Der Verwaltungssitz befindet sich in Plau. Es wurde am 1. Juli 2004 aus fünf Gemeinden des aufgelösten Amtes Plau-Land und der vormals amtsfreien Stadt Plau am See gebildet. Am 1. Januar 2011 wurde die bis dahin eigenständige Gemeinde Karow in die Stadt Plau am See eingemeindet. Zum 25. Mai 2014 schlossen sich Buchberg, Ganzlin und Wendisch Priborn zur neuen Gemeinde Ganzlin zusammen.
Das Amtsgebiet liegt in einer hügeligen Endmoränenlandschaft östlich von Parchim. Es grenzt im Osten an die großen Mecklenburger Seen und im Norden an den Naturpark Nossentiner/Schwinzer Heide. Das Amtsgebiet wird von der Müritz-Elde-Wasserstraße durchzogen. Im Süden grenzt das Amtsgebiet an das Land Brandenburg, im Norden an das Amt Goldberg-Mildenitz, im Westen an das Amt Eldenburg Lübz und im Osten an den Landkreis Mecklenburgische Seenplatte. Der größte See im Amtsgebiet ist der Plauer See. Der Buchberg bei Gnevsdorf ist mit 118 m ü. HN die höchste Erhebung.
Neben der Landwirtschaft und der Windenergienutzung spielt der Tourismus vor allem am Plauer See eine zunehmende Rolle.
Durch das Amt Plau am See führt die Bundesstraße 191 (Ludwigslust–Plau am See) und die B 103 (Kyritz–Laage). Südlich des Amtsgebietes verläuft die Bundesautobahn 24, östlich davon die Bundesautobahn 19.
Durch das Amtsgebiet verläuft in Nord-Süd-Richtung die Bahnstrecke Güstrow–Karow–Plau–Meyenburg, auf der nur noch sporadisch Personenverkehr stattfindet.

## Die Gemeinden mit ihren Ortsteilen
- Barkhagen mit Altenlinden, Barkow, Kolonie Lalchow, Plauerhagen und Zarchlin
- Ganzlin mit Dresenow, Dresenower Mühle, Ganzlin, Gnevsdorf, Hof Retzow, Klein Dammerow, Retzow, Tönchow, Twietfort, Wangelin und Wendisch Priborn
- Stadt Plau am See mit Plau Am See, Gaarz, Hof Lalchow, Karow, Klebe, Leisten, Quetzin und Reppentin

## Wappen, Flagge, Dienstsiegel
Das Amt verfügt über kein amtlich genehmigtes Hoheitszeichen, weder Wappen noch Flagge. Als Dienstsiegel wird das kleine Landessiegel mit dem Wappenbild des Landesteils Mecklenburg geführt. Es zeigt einen hersehenden Stierkopf mit abgerissenem Halsfell und Krone und der Umschrift AMT PLAU AM SEE.